# Josef Matoušek (politik KSČ)
Josef Matoušek byl český a československý politik Komunistické strany Československa a poúnorový poslanec Národního shromáždění ČSR.

## Biografie
Ve volbách roku 1954 byl zvolen do Národního shromáždění ve volebním obvodu Plzeň jako bezpartijní poslanec, později v průběhu výkonu mandátu uváděn jako člen KSČ. V parlamentu setrval až do konce funkčního období, tedy do voleb roku 1960. K roku 1954 se profesně uvádí jako vedoucí školního statku při zemědělské škole v Březnici.